# Daniela Baumer
Daniela Baumer (Schaffhausen, 8 de setembro de 1971) é uma ex-canoísta de velocidade suíça na modalidade de canoagem.

## Carreira
Foi vencedora da medalha de Prata em K-4 500 m em Atlanta 1996 junto com as suas colegas de equipa Gabi Müller, Sabine Eichenberger e Ingrid Haralamow.